# Мария д’Энгьен
Мария д’Энгьен (Marie d’Enghien) (после 1363—1392/93) — сеньора Аргоса и Нафплиона (1377—1388), последняя из правителей этого феодального княжества.
Дочь (единственный ребёнок) Ги Энгиенского, сеньора Аргоса и Нафплиона, и его жены Бонны де Фушероль.
В 1371 году была помолвлена с Жуаном де Лоура, каталанским правителем Стириса, однако свадьба не состоялась.
Наследовала отцу в конце 1376 или в 1377 году. Как несовершеннолетняя находилась под опекой дяди — Луи д’Энгьена, графа Конверсано. Тот выдал её замуж за Пьетро Корнаро, сына венецианского патриция Федериго Корнаро. Брачный контракт был подписан в Венеции 17 мая 1377 года.
Супруги правили сеньорией совместно. Однако Пьетро Корнаро умер в 1387 или начале 1388 года. Сознавая, что не сможет защищать свои греческие владения, Мария д’Энгьен начала переговоры о продаже их Венеции. И Аргос, и Нафплион имели большое стратегическое значение, поэтому Сенат республики принял предложение. Согласно договору от 12 декабря 1388 года, Мария д’Энгьен отказывалась от городов в обмен на ежегодную пожизненную выплату. Однако, вскоре после договора, Аргос и Нафплион захватили войска деспота Мореи Феодора I Палеолога и герцога Афинского Нерио I Аччайоли, что привело к войне между ними и Венецианской республикой.
В том же 1388 году она вышла замуж за Паскале Цане и жила с ним в Венеции. Умерла в 1392 или 1393 году.
Не следует путать её с Марией д’Энгиен (ум. 1446), королевой Неаполя.